# Uzdrowisko Konstancin-Zdrój

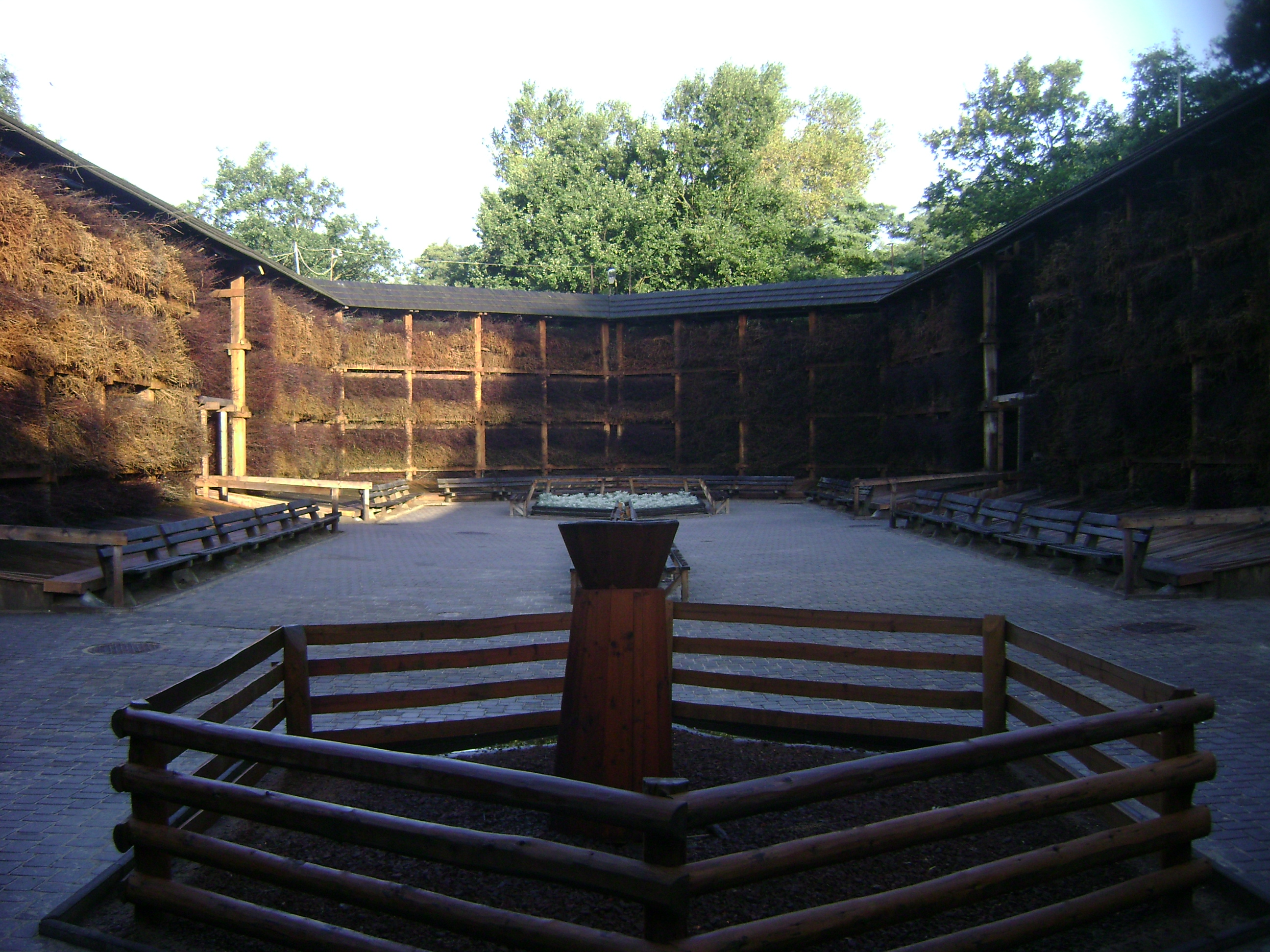
Tężnia solankowa

Uzdrowisko Konstancin-Zdrój S.A. (dawniej Przedsiębiorstwo Państwowe Uzdrowisko-Konstancin) – uzdrowisko założone w 1917 r. w Konstancinie-Jeziornie, w powiecie piaseczyńskim, w woj. mazowieckim. Jedyne uzdrowisko na terenie woj. mazowieckiego.
Na terenie uzdrowiska, w Parku Zdrojowym znajduje się tężnia solankowa. W uzdrowisku wykonywana jest diagnostyka, leczenie i rehabilitacja chorób układu krążenia, układu nerwowego, układu oddechowego i narządu ruchu. Stosowane są zabiegi takie jak m.in. kinezyterapia, magnetoterapia, krioterapia, kąpiele solankowe i perełkowe.

## Historia
Dawne Przedsiębiorstwo Państwowe Uzdrowisko-Konstancin składało się z kilku obiektów. Sanatorium Uzdrowiskowe Warszawianka powstało w 1965 r. W latach 90. XX wieku Szpital Warszawianka został przekwalifikowany na pensjonat. Następnie zmienił nazwę na Hotel Konstancja. W budynku dawnej restauracji Berentowicza urządzono Restaurację Konstancja.
W 1962 r. wybudowano Szpital Rehabilitacji Neurologicznej, który zmodernizowano i wyremontowano w 2007 r. Sanatorium Przy Źródle powstało w 1966 r. Kolejnym wybudowanym obiektem był w 1975 r. Szpital Rehabilitacji Kardiologicznej. W 1977 r. uzdrowisko powiększyło się o budynek po Medycznym Studium Zawodowym Fizjoterapii (Biały Dom). W latach 1974–1979 powstała tężnia solankowa. W 1982 r. w dawnej willi rodziny Wedlów utworzono Szpital Uzdrowiskowy Fraszka. Szpital Uzdrowiskowy Marysieńka powstał w willi rodziny Choromańskich.

## Obiekty
Obiekty należące do Uzdrowiska Konstancin-Zdrój S. A.. zlokalizowane są strefie uzdrowiskowej. Należą do nich:
- tężnia solankowa,
- Zakład Przyrodoleczniczy "Biały Dom";
- Szpital Rehabilitacji Kardiologicznej;
- Szpital Rehabilitacji Neurologicznej;
- Hotel Konstancja;
- Restauracja Zdrojowa.

W konstancińskim Parku Zdrojowym powstaje nowoczesne Centrum Hydroterapii i Medycyny Ekologicznej, w którym będą oferowane naturalne metody leczenia i profilaktyki zdrowotnej, odnowa biologiczna, rehabilitacja, a także różnorodne formy rekreacji. Integralną częścią Centrum będzie unikatowy basen z wodą solankową oraz solankowe jacuzzi. W Centrum znajdzie się także duża sala gimnastyczna i siłownia.